# 辛本栴
辛本栴。山東蓬萊縣人，清朝政治人物。同進士出身。道光二十三年（1843年）癸卯科舉人，道光二十七年（1847年）丁未科張之萬榜三甲進士。即用知縣，代理安徽銅陵縣事。道光二十九年（1849年）即因疏於防堵被交刑部議處。